# Richard Braungart (Agrarwissenschaftler)

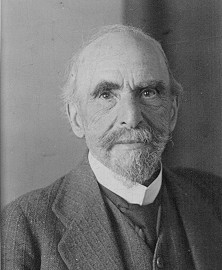
Richard Braungart

Richard Braungart (* 4. Dezember 1839 in Kissingen; † 7. April 1916 in München) war ein deutscher Agrarwissenschaftler. Von 1867 bis 1894 lehrte er an der Central-Landwirtschaftsschule in Weihenstephan.

## Lebensweg
Richard Braungart, Sohn eines Schneidermeisters, studierte Landwirtschaft in Weihenstephan, war von 1860 bis 1862 als Wiesenbaumeister und Lehrer an der Wiesenbauschule in Würzburg und anschließend als Kultur-Ingenieur in Böhmen tätig. 1865 wurde er Direktorialassistent und 1867 Dozent an der Central-Landwirtschaftsschule in Weihenstephan. Von 1869 bis 1894 wirkte er hier als „Königlich bayerischer Professor für Bodenkunde, für allgemeine und specielle Pflanzenproductionslehre und für landwirthschaftliche Geräthe- und Maschinenkunde“. Er war der Vater des namensgleichen Schriftstellers Richard Braungart (1872–1963).

## Lehre und Forschung
Braungart war ein vielseitiger Lehrer und Forscher mit großem Organisationstalent. In den Jahren zwischen 1865 und 1875 veranstaltete er in Weihenstephan die ersten vergleichenden Pflug-Prüfungen in Deutschland. Einen Namen in Fachkreisen erwarb er sich besonders durch seine Buchveröffentlichungen. Die Disziplinen des Landbaus betrachtete er vorzugsweise aus historischer Sicht. Besonders deutlich zeigt sich diese Konzeption der Darstellung in seinem Lehrbuch „Die Wissenschaft in der Bodenkunde“ (1876), eine in weiten Teilen personenzentrierte Wissenschaftsgeschichte dieses Fachgebietes.
Seine bedeutendsten wissenschaftlichen Werke veröffentlichte Braungart erst im Ruhestand. Zu diesen Büchern gehören ein Lehrbuch über den Anbau von Futtermais (1894), ein Handbuch die Wiesen- und Weidenkultur (1899) und ein fast 900 Druckseiten umfassendes Handbuch über den Hopfen (1901). Letzteres galt jahrzehntelang als ein Standardwerk auf dem Gebiet der Hopfenkultur und -forschung.
Auf zahlreichen Wanderungen zeichnete Braungart die bei Landwirten vorhandenen Ackergeräte und veröffentlichte bereits 1881 ein bibliophil ausgestattetes Buch unter dem Titel „Die Ackerbaugeräthe in ihren praktischen Beziehungen wie nach ihrer urgeschichtlichen und ethnographischen Bedeutung“. Großes Aufsehen in der Fachwelt erregte er mit seinem 1912 erschienenen Werk „Die Urheimat der Landwirtschaft aller indogermanischer Völker, an der Geschichte der Kulturpflanzen und Ackerbaugeräte in Mittel- und Nordeuropa nachgewiesen“. In diesem Werk und auch in zwei weiteren, 1914 und 1925 erschienenen Büchern über die Süd- und Nordgermanen, versuchte er die engen Verbindungen zwischen Agrargeschichte und Volkskunde herzustellen. Obgleich manche seiner Schlussfolgerungen später widerlegt wurden, gelten diese Spätwerke vor allem durch die mitgeteilten Beobachtungen auch heute noch als eine informative Dokumentationsquelle für die agrarhistorische und volkskundliche Forschung.

## Hauptwerke
- Die internationale landwirthschaftliche Ausstellung zu Bremen 1874. Ein Zeitbild moderner Landwirthschaft. Verlag A. Ackermann München 1875.
- Die Wissenschaft in der Bodenkunde. Ein Leitfaden für geobotanisch-ökonomische Studien, für Geologen, Botaniker, Land- und Forstwirthe, Cultur-Ingenieure etc. wie zum Gebrauche an höheren Lehranstalten. Verlag Hugo Voigt Berlin und Leipzig 1876.
- Die Ackerbaugeräthe in ihren praktischen Beziehungen wie nach ihrer urgeschichtlichen und ethnographischen Bedeutung. Mit 1 Atlas von 48 Tafeln. C. Winter´s Universitätsbuchhandlung Heidelberg 1881.
- Der Futtermais als das wirksamste und wohlfeilste Mittel gegen jede Futternoth. Verlag Th. Ackermann München 1894.
- Handbuch der rationellen Wiesen- und Weiden-Kultur und Futterverwendung, entwickelt und ausgestaltet auf den Grundlagen der modernen Fütterungslehre. Verlag Th. Ackermann München 1899.
- Der Hopfen aller hopfenbauenden Länder der Erde als Braumaterial nach seinen geschichtlichen, botanischen, chemischen, brautechnischen, physiologisch-medizinischen und landwirtschaftlich-technischen Beziehungen, sowie nach seiner Konservierung und Packung. Zum Selbststudium und Nachschlagen. Verlag R. Oldenbourg München und Leipzig 1901.
- Die Urheimat der Landwirtschaft aller indogermanischen Völker, an der Geschichte der Kulturpflanzen und Ackerbaugeräte in Mittel- und Nordeuropa nachgewiesen. Universitätsbuchhandlung Carl Winter Heidelberg 1912.
- Die Südgermanen. Die Bojer, Vindelizier, Räter, Noriker, Taurisker etc. waren, nach all ihren landwirtschaftlichen Geräten und Einrichtungen keine Kelten, sondern Urgermanen, höchstwahrscheinlich das Stammvolk aller Germanen. 2  Teilbände. Universitätsbuchhandlung Carl Winter Heidelberg 1914.
- Die Nordgermanen. Nach dem vom Verfasser hinterlassenen handschriftlichen Unterlagen bearbeitet von Friedrich Dettweiler. Universitätsbuchhandlung Carl Winter Heidelberg 1925.